# Adorazione dei Magi (Bramantino)
L'Adorazione dei Magi  è un dipinto a olio su tavola (56,8x55  cm) di Bramantino, databile al 1500 circa e conservato nella National Gallery a Londra.

## Storia e descrizione
L'opera, entrata in galleria col lascito Layard nel 1916, rappresenta il tema dell'adorazione dei Magi in maniera originale. La capanna è un edificio all'antica in rovina, con una fuga di stanze creata per mettere in pratica un'elegante prospettiva lineare centrica (di cui si vedono i solchi della griglia preparatoria), apprezzabile anche nei contenitori-sarcofago disposti ai piedi della gradinata su cui sta Maria seduta. Essa tiene il Bambino in braccio, mentre da destra e da sinistra accorrono i Magi coi doni, in una raffinata simmetria a contrapposto. Uno infatti ha il busto rivolto di tre quarti verso lo spettatore, l'altro è di spalle. Tale accostamento si ritrova anche nelle due figure vestite di rosso accanto alla Vergine, san Giuseppe a sinistra, in ombra a significare il suo ruolo inattivo nella nascita di Cristo, e, inconsuetamente, il Battista adulto a destra.
Le cime sulla destra erano originariamente disegnate come torri, ma la loro forma architettonica, fatta di pareti e contrafforti, è ancora apprezzabile. A metà, su una nube, appare la silhouette di un angelo, simboleggiante l'annuncio ai pastori.
La semplificazione dei volumi, i panneggi gonfi e spiegazzati, la luce fredda e a tratti metallica sono caratteristiche tipiche dei lavori dell'artista tra la fine del Quattrocento e l'inizio del Cinquecento.